# Norman J. Hall
Norman Jonathan Hall (New York, 4 marzo 1837 – New York, 26 maggio 1867) è stato un militare statunitense.

## Biografia
Nato a New York, frequentò l'accademia militare di West Point, venendo promosso secondo tenente nel 1859. Venne assegnato al presidio di Fort Sumter a Charleston, principale porto della Carolina del Sud, il più giovane tra gli ufficiali presenti nella guarnigione.
La carriera militare di Hall si distinse per essere stata testimone di due dei momenti più importanti della guerra civile americana: la battaglia di Fort Sumter, primo scontro armato del conflitto, e la battaglia di Gettysburg, lo scontro maggiormente decisivo. A Fort Sumter Hall fu uno dei difensori del forte assediato e si dimostrò uno degli ufficiali più attivi, e comandò le salve di cannone in onore della bandiera americana alla sua resa.
Dopo aver fatto esperienza nella campagna peninsulare venne promosso colonnello. Venne poi ferito alla battaglia di Antietam, per poi tornare in servizio e guidare l'assalto nordista decisivo alla battaglia di Fredericksburg.
Ma fu a Gettysburg che Hall si distinse maggiormente: stanziato col suo reggimento su Cemetery Ridge, il 2 luglio 1863 riuscì a respingere l'assalto della divisione georgiana del generale Ambrose R. Wright, perdendo comunque 200 uomini. Il giorno successivo, senza che Hall e i suoi avessero avuto il tempo di riprendersi, dovettero accorrere in soccorso del centro dello schieramento nordista per respingere la sanguinosa carica di Pickett; il rinforzo di Hall fu determinante, e per le sue azioni venne promosso capitano.
Tuttavia già poco tempo dopo dovette chiedere una licenza per malattia, e in seguito diede le dimissioni dall'esercito: fiaccato dalle privazioni della guerra e dalla febbre tifoide che aveva contratto a Fort Sumter, nel febbraio 1865 abbandonò definitivamente ogni servizio attivo col rango di tenente colonnello. Rientrato a New York, morì due anni più tardi, poco dopo aver compiuto trent'anni, venendo sepolto per i suoi meriti militari nel cimitero dell'accademia di West Point.